# Mortal Fear
Mortal Fear (conocida en España como Pánico en el hospital) es una película del género suspenso de 1994, dirigida por Larry Shaw, escrita por Rob Gilmer y Roger Young, basada en la novela Mortal Fear de Robin Cook, musicalizada por Garry Schyman, en la fotografía estuvo William Wages y los protagonistas son Joanna Kerns, Gregory Harrison y Max Gail, entre otros. El filme fue realizado por Von Zerneck-Sertner Films, se estrenó el 20 de noviembre de 1994.

## Sinopsis
Una magnífica científica descubre el nexo oculto que puede ayudar a millones de personas, pero en el momento que unos desequilibrados matones tienen en sus manos esos mismos datos, millones de individuos corren peligro. La médica Jennifer Kessler peleara por averiguar la verdad en un raro mundo de misterio, pasión y controvertidos secretos médicos.